# Tabaré Vázquez
Tabaré Ramón Vázquez Rosas (Montevideo, 17 gennaio 1940 – Montevideo, 6 dicembre 2020) è stato un politico, medico e dirigente sportivo uruguaiano. 
È stato presidente dell'Uruguay dal 1º marzo 2005 al 1º marzo 2010 per un primo mandato e nuovamente dal 1º marzo 2015 al 1º marzo 2020.

## Biografia
Tabaré Vázquez è nato nel 1940 nel quartiere La Teja di Montevideo. Ha studiato all'Istituto Alfredo Vásquez Acevedo e poi all'Università della Repubblica, laureandosi alla facoltà di medicina nel 1972 (specializzazione in oncologia). Era un medico oncologo e radioterapeuta.
Ha avuto tre figli (Ignacio, Álvaro e Javier) dal matrimonio con María Auxiliadora Delgado (morta di infarto, il 31 luglio 2019), nonché un figlio adottivo, Fabián.

## Carriera politica
Membro del partito politico Fronte Ampio nella corrente Partito Socialista, eletto sindaco della capitale Montevideo, ha mantenuto tale carica dal 1990 fino al 1994. Si è candidato alla presidenza alle elezioni del 1994, 1999 e 2004. Sconfitto due volte dai candidati del Partito Colorado Julio María Sanguinetti e Jorge Batlle ha vinto le elezioni del 2004 con il 51,32% dei voti al primo turno interrompendo la diarchia Partito Colorato - Partito Nazionale e divenendo il primo Presidente di sinistra dell'Uruguay. È rimasto in carica fino al 1º marzo 2010.
Nel 2014 ha vinto le elezioni presidenziali ed è stato nuovamente presidente della Repubblica dal 2015 al 2020.
Nell'aprile 2019 ha rimosso dal loro incarico il ministro della difesa Jorge Menéndez, il suo viceministro Daniel Montiel, il capo dell'esercito Gen José González e due generali perché considerati responsabili dell'insabbiamento di informazioni sulla scomparsa di un uomo nel 1973. La sparizione avvenne durante la dittatura in Uruguay, quando circa 7.000 persone sparirono, e furono sequestrate, torturate e uccise dal regime.

## Problemi di salute
Il 20 agosto 2019 Tabaré Vázquez, fumatore fino all'età di 24 anni e poi diventato uno dei principali combattenti contro il fumo, ha annunciato in una conferenza stampa che un esame di routine aveva rilevato in lui l'esistenza di un cancro ai polmoni.

## Morte
È morto il 6 dicembre 2020 ad 80 anni, nove mesi dopo aver portato a termine il suo secondo mandato presidenziale, a causa del cancro ai polmoni diagnosticatogli nell'agosto 2019.

## Onorificenze
| Riconoscimento | Riconoscimento                  | Paese              | Data             | Luogo      | Note                                             | Ref           |
| -------------- | ------------------------------- | ------------------ | ---------------- | ---------- | ------------------------------------------------ | ------------- |
|                | Ordine al Merito dello Stato    | Qatar (bandiera)   | 2 maggio 2007    | Doha       | Una delle decorazioni del Qatar più prestigiosa. | [ 9 ]         |
|                | Ordine nazionale di San Lorenzo | Ecuador (bandiera) | 7 settembre 2010 | Quito      | Ordine cavalleresco ecuadoriano.                 | [ 10 ]        |
|                | Medaglia al merito militare     | Uruguay (bandiera) | 18 maggio 2011   | Montevideo | Ordine cavalleresco uruguaiano.                  | [ 11 ] [ 12 ] |